# Csilla Rugási
Csilla Rugási (2 de febrero de 2002) es una deportista húngara que compite en piragüismo en la modalidad de maratón.
Ganó una medalla de bronce en el Campeonato Mundial de Piragüismo en Maratón de 2023 y una medalla de plata en el Campeonato Europeo de Piragüismo en Maratón de 2023, ambas en la prueba de K2.

## Palmarés internacional
| \| Campeonato Mundial \| Campeonato Mundial \| Campeonato Mundial \| Campeonato Mundial \| \| Año \| Lugar \| Medalla \| Competición \| \| ------------------ \| ------------------------ \| ------------------ \| ------------------ \| \| 2023 \| Vejen (Dinamarca) \| Medalla de bronce \| K2 \| \| Campeonato Europeo \| \| \| \| \| Año \| Lugar \| Medalla \| Competición \| \| 2023 \| Slavonski Brod (Croacia) \| Medalla de plata \| K2 \| |                          |                   |             |
| Campeonato Mundial |                          |                   |             |
| Año | Lugar                    | Medalla           | Competición |
| 2023 | Vejen (Dinamarca)        | Medalla de bronce | K2          |
| Campeonato Europeo |                          |                   |             |
| Año | Lugar                    | Medalla           | Competición |
| 2023 | Slavonski Brod (Croacia) | Medalla de plata  | K2          |